# Kibszuna
Kibszuna, Kipszuna – w 1 połowie I tys. p.n.e. miasto w północno-wschodniej Mezopotamii. znane ze źródeł asyryjskich. Przed podbojem asyryjskim było „królewskim miastem” królestwa Qumanu, później stało się stolicą asyryjskiej prowincji zarządcy królewskiego.
Gdy asyryjski król Tiglat-Pileser I (1114-1076 p.n.e.) najechał królestwo Qumanu, po pokonaniu i zniszczeniu jego armii ruszył w kierunku Kibszuny i obległ to miasto. Kibszuna została oszczędzona, gdy król Qumanu poddał się dobrowolnie Tiglat-Pilesarowi I. Ten rozkazał mu zburzyć mury miasta, dostarczyć zakładników, deportować 300 rodzin które odmówiły podporządkowania się Asyryjczykom oraz zapłacić zwiększony trybut. Za rządów Salmanasara III (858-824 p.n.e.) znajdujące się już pod asyryjską kontrolą miasto zarządzane było przez Jahalu, wysokiego dostojnika asyryjskiego noszącego tytuł „zarządcy królewskiego” (abarakku). Pod koniec panowania Salmanasara III Kibszuna wraz z wieloma innymi asyryjskimi miastami dołączyła do wielkiej rebelii zainicjowanej przez Aszur-da’’in-apla, syna króla, który podjął próbę przejęcia władzy w Asyrii. Rebelię tą udało się dopiero stłumić Szamszi-Adadowi V (823-811 p.n.e.), innemu synowi i następcy Salmanasara III. Zgodnie z jednym z dokumentów prawnych pochodzących z VII w. p.n.e. w okolicach Kibszuny znajdować się miały winnice.